# Emanuel Adou
Emanuel Adou (* 5. März 2002 in Hamburg) ist ein deutscher Fußballspieler.

## Sportlicher Werdegang
Adou spielte im Nachwuchsbereich des Harburger TB 1865, den er Anfang 2018 in Richtung Hamburger SV verließ. Dort durchlief er die einzelnen Jugendmannschaften, verpasste aber den Sprung in den Erwachsenenbereich des Profiklubs. Daraufhin ging der Offensivspieler im Juli 2021 zum Heider SV. Hier konnte er sich jedoch in der Regionalliga Nord nicht durchsetzen und im Sommer 2022 schloss er sich der eine Klasse tiefer spielenden U23-Mannschaft des VfB Lübeck an. Für Heide wurde er in zehn Ligaspielen eingesetzt. In der Oberliga Schleswig-Holstein war er auf Anhieb Stammspieler und qualifizierte sich durch gute Leistungen in der Spielzeit 2022/23 kurz vor Saisonende für den Kader der in der Regionalliga antretenden Wettkampfmannschaft, für die er mit einem Kurzeinsatz zum Aufstieg in die 3. Liga beitrug. Zunächst lief er vornehmlich weiterhin für die Reservemannschaft auf, stand aber vermehrt auch in der dritthöchsten Spielklasse im Kader. Als Einwechselspieler für Marius Hauptmann kam er am 10. Februar 2024 bei der 2:7-Niederlage bei Dynamo Dresden unter Trainer Florian Schnorrenberg kurz vor Spielende zu seinen ersten Einsatzminuten im Profifußball. Anschließend blieb er auch unter Schnorrenbergs Nachfolger Jens Martens im Profikader und kam unregelmäßig beim im Abstiegskampf befindlichen Klub zum Einsatz. Am letzten Spieltag der Spielzeit 2023/24, die der Klub als Tabellenvorletzter auf einem Abstiegsplatz beendete, kam er beim 3:3-Remis gegen Rot-Weiss Essen zu seinem Startelfdebüt und erzielte dabei mit dem Treffer zum 2:1-Zwischenstand sein erstes Profitor.
Nach dem Abstieg und neun Spielen sowie einem Tor in der ersten Mannschaft schlug Adou im Sommer 2024 ein Angebot des VfB Lübeck aus und schloss sich mit einem Zweijahresvertrag dem Regionalliga- und Ortsrivalen 1. FC Phönix Lübeck an.